# Hitomi Obara
Hitomi Obara (en japonés: 小原日登美, Obara Hitomi; nacida Hitomi Sakamoto, Hachinohe, 4 de enero de 1981-18 de julio de 2025) fue una deportista japonesa que compitió en lucha libre; campeona olímpica en Londres 2012 y ocho veces campeona mundial.

## Trayectoria
Participó en los Juegos Olímpicos de Londres 2012, obteniendo una medalla de oro en la categoría de 48 kg. En los Juegos Asiáticos de 2010 consiguió la medalla de bronce en la misma categoría.
Ganó ocho medallas de oro en el Campeonato Mundial de Lucha entre los años 2000 y 2011, y dos medallas de oro en el Campeonato Asiático de Lucha, en los años 2000 y 2005.
Se retiró de la competición después de los Juegos Olímpicos de Londres 2012. Posteriormente, trabajó como entrenadora en una escuela de defensa. Ejerció de directora de la Federación Japonesa de Lucha y fue entrenadora del equipo olímpico femenino japonés. En 2022 fue admitida en el Salón de la Fama de United World Wrestling.

## Palmarés internacional
| Juegos Olímpicos    | Juegos Olímpicos      | Juegos Olímpicos  | Juegos Olímpicos |
| Año                 | Lugar                 | Medalla           | Categoría        |
| ------------------- | --------------------- | ----------------- | ---------------- |
| 2012                | Londres (Reino Unido) | Medalla de oro    | 48 kg            |
| Campeonato Mundial  |                       |                   |                  |
| Año                 | Lugar                 | Medalla           | Categoría        |
| 2000                | Sofía (Bulgaria)      | Medalla de oro    | 51 kg            |
| 2001                | Sofía (Bulgaria)      | Medalla de oro    | 51 kg            |
| 2005                | Budapest (Hungría)    | Medalla de oro    | 51 kg            |
| 2006                | Cantón (China)        | Medalla de oro    | 51 kg            |
| 2007                | Bakú (Azerbaiyán)     | Medalla de oro    | 51 kg            |
| 2008                | Tokio (Japón)         | Medalla de oro    | 51 kg            |
| 2010                | Moscú (Rusia)         | Medalla de oro    | 48 kg            |
| 2011                | Estambul (Turquía)    | Medalla de oro    | 48 kg            |
| Juegos Asiáticos    |                       |                   |                  |
| Año                 | Lugar                 | Medalla           | Categoría        |
| 2010                | Cantón (China)        | Medalla de bronce | 48 kg            |
| Campeonato Asiático |                       |                   |                  |
| Año                 | Lugar                 | Medalla           | Categoría        |
| 2000                | Seúl (Corea del Sur)  | Medalla de oro    | 51 kg            |
| 2005                | Wuhan (China)         | Medalla de oro    | 51 kg            |